# Qualificazioni al campionato mondiale maschile di pallavolo 2018 (AVC)
Le qualificazioni asiatiche e oceaniane al campionato mondiale di pallavolo maschile si sono svolte dal 15 settembre 2016 al 16 luglio 2017. Al torneo hanno partecipato 23 squadre nazionali asiatiche ed oceaniane e 4 si sono qualificate al campionato mondiale 2018.

## Composizione dei gironi
Delle 23 squadre partecipanti al torneo di qualificazione, l'Afghanistan e il Turkmenistan si sono ritirate, mentre la nazionale indiana è stata sospesa dalla FIVB

### Turno sub-regionale
La regione dell'Asia centrale ha deciso di tenere un turno sub-regionale comprendente le cinque squadre classificate più in basso nel Ranking FIVB ad Ottobre 2015. A causa del ritiro di Afghanistan e Turkmenistan le squadre furono queste: 
| Central Asia       |
| ------------------ |
| Afghanistan (79)   |
| Maldive (79)       |
| Turkmenistan (137) |
| Bangladesh (144)   |
| Kirghizistan (NR)  |

### Turno regionale
Le prime tre squadre dell'Asia Centrale classificate nel Ranking FIVB ad Ottobre 2015, sono qualificate direttamente al turno regionale. Più tardi ci fu l'esclusione dell'India da parte dell'FIVB
| Asia Centrale   | Asia Orientale     | Oceania            | Asia Sud-Orientale | Asia Occidentale          |
| --------------- | ------------------ | ------------------ | ------------------ | ------------------------- |
| Kazakistan (40) | Taipei cinese (38) | Nuova Zelanda (59) | Thailandia (47)    | Qatar (31)                |
| India (42)      | Macao (144)        | Figi (144)         | Birmania (79)      | Emirati Arabi Uniti (144) |
| Pakistan (50)   |                    | Tonga (144)        | Vietnam (79)       |                           |
| Kirghizistan    |                    |                    |                    |                           |

### Turno finale
Le prime cinque squadre asiatiche del Ranking FIVB ad Ottobre 2015 sono automaticamente qualificate al turno finale. Le prime quattro squadre sono state sorteggiate con il sistema a serpentina. Le altre sei furono sorteggiate a Bangkok il 19 marzo 2017.
| Pool A             | Pool B             |
| ------------------ | ------------------ |
| Iran (8)           | Australia (13)     |
| Cina (19)          | Giappone (14)      |
| Corea del Sud (23) | Taipei cinese (38) |
| Qatar (31)         | Thailandia (47)    |
| Kazakistan         | Nuova Zelanda (59) |

## Criteri di classifica
Se il risultato finale è stato di 3-0 o 3-1 sono stati assegnati 3 punti alla squadra vincente e 0 a quella sconfitta, se il risultato finale è stato di 3-2 sono stati assegnati 2 punti alla squadra vincente e 1 a quella sconfitta.
L'ordine del posizionamento in classifica è stato definito in base a:
L'ordine del posizionamento in classifica è stato definito in base a:
- Numero di partite vinte;
- Punti;
- Ratio dei set vinti/persi;
- Ratio dei punti realizzati/subiti;
- Risultati degli scontri diretti.

## Turno sub-regionale
| 15 settembre 2016 Gazprom Sports and Recreation Center, Cholpon-Ata, Kirghizistan | Kirghizistan | 3 - 0 | Bangladesh | 25-19, 25-16, 26-24        |
| 16 settembre 2016 Gazprom Sports and Recreation Center, Cholpon-Ata, Kirghizistan | Maldive      | 1 - 3 | Bangladesh | 26-28, 21-25, 25-15, 20-25 |
| 17 settembre 2016 Gazprom Sports and Recreation Center, Cholpon-Ata, Kirghizistan | Kirghizistan | 3 - 0 | Maldive    | 25-16, 25-18, 25-19        |

| Pos | Squadra      | Pt | G | V | P | SV | SP | Ratio | PF  | PS  | Ratio |
| --- | ------------ | -- | - | - | - | -- | -- | ----- | --- | --- | ----- |
| 1   | Kirghizistan | 6  | 2 | 2 | 0 | 6  | 0  | MAX   | 151 | 112 | 1.348 |
| 2   | Bangladesh   | 3  | 2 | 1 | 1 | 3  | 4  | 0.750 | 152 | 168 | 0.905 |
| 3   | Maldive      | 0  | 2 | 0 | 1 | 1  | 6  | 0.167 | 145 | 168 | 0.863 |

## Turno Regionale

### Asia centrale
| 26 maggio 2017 Gazprom Sports and Recreation Center, Bishkek, Kirghizistan | Pakistan     | 3 - 2 | Kirghizistan | 25-18, 25-18, 15-25, 22-25, 16-14 |
| 27 maggio 2017 Gazprom Sports and Recreation Center, Bishkek, Kirghizistan | Kazakistan   | 3 - 2 | Pakistan     | 21-25, 25-22, 25-22, 18-25, 15-13 |
| 28 maggio 2017 Gazprom Sports and Recreation Center, Bishkek, Kirghizistan | Kirghizistan | 1 - 3 | Kazakistan   | 25-27, 25-21, 19-25, 14-25        |

| Pos | Squadra      | Pt | G | V | P | SV | SP | Ratio | PF  | PS  | Ratio |
| --- | ------------ | -- | - | - | - | -- | -- | ----- | --- | --- | ----- |
| 1   | Kazakistan   | 5  | 2 | 2 | 0 | 6  | 3  | 2.000 | 220 | 190 | 1.063 |
| 2   | Pakistan     | 3  | 2 | 1 | 1 | 5  | 5  | 1.000 | 210 | 204 | 1.029 |
| 3   | Kirghizistan | 0  | 2 | 0 | 2 | 3  | 6  | 0.500 | 183 | 201 | 0.910 |

### Asia orientale
Per l'Asia orientale si è deciso di rimpiazzare il torneo con il Ranking FIVB al 22 agosto 2016 
| Rank | Team               |
| ---- | ------------------ |
| 1    | Taipei cinese (33) |
| 2    | Macao (137)        |

### Oceania
| 27 ottobre 2016 Vodafone Arena, Suva, Figi | Nuova Zelanda | 3 - 0 | Tonga         | 28-26, 25-19, 25-21        |
| 28 ottobre 2016 Vodafone Arena, Suva, Figi | Figi          | 3 - 0 | Tonga         | 25-18, 25-18, 25-14        |
| 29 ottobre 2016 Vodafone Arena, Suva, Figi | Figi          | 1 - 3 | Nuova Zelanda | 24-26, 25-23, 14-25, 20-25 |

| Pos | Squadra       | Pt | G | V | P | SV | SP | Ratio | PF  | PS  | Ratio |
| --- | ------------- | -- | - | - | - | -- | -- | ----- | --- | --- | ----- |
| 1   | Nuova Zelanda | 6  | 2 | 2 | 0 | 6  | 1  | 6.000 | 177 | 149 | 1.188 |
| 2   | Figi          | 3  | 2 | 1 | 1 | 4  | 3  | 1.333 | 158 | 149 | 1.060 |
| 3   | Tonga         | 0  | 2 | 0 | 2 | 0  | 6  | 0.000 | 116 | 153 | 0.758 |

### Asia Sud-Orientale
| 7 ottobre 2016 Nakhon Pathom Gymnasium, Nakhon Pathom, Thailandia | Thailandia | 3 - 0 | Birmania | 27-25, 25-17, 25-22        |
| 8 ottobre 2016 Nakhon Pathom Gymnasium, Nakhon Pathom, Thailandia | Birmania   | 0 - 3 | Vietnam  | 20-25, 13-25, 18-25        |
| 9 ottobre 2016 Nakhon Pathom Gymnasium, Nakhon Pathom, Thailandia | Thailandia | 3 - 1 | Vietnam  | 24-26, 25-18, 25-23, 25-20 |

| Pos | Squadra    | Pt | G | V | P | SV | SP | Ratio | PF  | PS  | Ratio |
| --- | ---------- | -- | - | - | - | -- | -- | ----- | --- | --- | ----- |
| 1   | Thailandia | 6  | 2 | 2 | 0 | 6  | 1  | 6.000 | 176 | 151 | 1.166 |
| 2   | Vietnam    | 3  | 2 | 1 | 1 | 4  | 3  | 1.333 | 162 | 150 | 1.080 |
| 3   | Birmania   | 0  | 2 | 0 | 2 | 0  | 6  | 0.000 | 115 | 152 | 0.757 |

### Asia occidentale
Anche per l'Asia occidentale si è deciso di rimpiazzare il torneo con il Ranking FIVB al 22 agosto 2016 
| Rank | Team                      |
| ---- | ------------------------- |
| 1    | Qatar (36)                |
| 2    | Emirati Arabi Uniti (137) |

## Turno Finale
Nel turno finale le prime due classificate di ciascun girone si qualificano per il campionato mondiale di pallavolo 2018

### Girone A
| 10 agosto 2017 Rezazadeh Stadium, Arbadil, Iran | Corea del Sud | 2 - 3 | Qatar         | 25-21, 25-15, 21-25, 18-25, 13-15 |
| 10 agosto 2017 Rezazadeh Stadium, Arbadil, Iran | Cina          | 3 - 1 | Kazakistan    | 25-15, 25-21, 22-25, 25-23        |
| 11 agosto 2017 Rezazadeh Stadium, Arbadil, Iran | Qatar         | 0 - 3 | Cina          | 22-25, 21-25, 22-25               |
| 11 agosto 2017 Rezazadeh Stadium, Arbadil, Iran | Iran          | 3 - 0 | Corea del Sud | 25-10, 27-25, 25-18               |
| 12 agosto 2017 Rezazadeh Stadium, Arbadil, Iran | Kazakistan    | 0 - 3 | Qatar         | 21-25, 17-25, 18-25               |
| 12 agosto 2017 Rezazadeh Stadium, Arbadil, Iran | Iran          | 3 - 0 | Cina          | 25-21, 29-27, 25-20               |
| 13 agosto 2017 Rezazadeh Stadium, Arbadil, Iran | Corea del Sud | 0 - 3 | Cina          | 18-25, 20-25, 23-25               |
| 13 agosto 2017 Rezazadeh Stadium, Arbadil, Iran | Iran          | 3 - 0 | Kazakistan    | 25-18, 25-17, 25-16               |
| 14 agosto 2017 Rezazadeh Stadium, Arbadil, Iran | Corea del Sud | 3 - 1 | Kazakistan    | 25-18, 25-12, 28-30, 25-22        |
| 14 agosto 2017 Rezazadeh Stadium, Arbadil, Iran | Iran          | 3 - 0 | Qatar         | 25-22, 25-19, 25-19               |

| Pos | Squadra       | Pt | G | V | P | SV | SP | Ratio | PF  | PS  | Ratio |
| --- | ------------- | -- | - | - | - | -- | -- | ----- | --- | --- | ----- |
| 1   | Iran          | 12 | 4 | 4 | 0 | 12 | 0  | MAX   | 306 | 232 | 1.319 |
| 2   | Cina          | 9  | 4 | 3 | 1 | 9  | 4  | 2.250 | 315 | 289 | 1.090 |
| 3   | Qatar         | 5  | 4 | 2 | 2 | 6  | 8  | 0.750 | 301 | 308 | 0.977 |
| 4   | Corea del Sud | 4  | 4 | 1 | 3 | 5  | 10 | 0.500 | 319 | 335 | 0.952 |
| 5   | Kazakistan    | 0  | 4 | 0 | 4 | 2  | 12 | 0.167 | 273 | 350 | 0.780 |

### Girone B
| 12 luglio 2017 AIS Arena, Canberra, Australia | Taipei cinese | 0 - 3 | Giappone      | 19-25, 19-25, 19-25               |
| 12 luglio 2017 AIS Arena, Canberra, Australia | Australia     | 3 - 0 | Nuova Zelanda | 25-12, 25-18, 25-18               |
| 13 luglio 2017 AIS Arena, Canberra, Australia | Giappone      | 3 - 0 | Nuova Zelanda | 25-11, 25-16, 25-10               |
| 13 luglio 2017 AIS Arena, Canberra, Australia | Australia     | 3 - 0 | Thailandia    | 25-20, 25-21, 25-19               |
| 14 luglio 2017 AIS Arena, Canberra, Australia | Taipei cinese | 3 - 0 | Nuova Zelanda | 25-17, 25-21, 25-16               |
| 14 luglio 2017 AIS Arena, Canberra, Australia | Giappone      | 3 - 0 | Thailandia    | 25-12, 25-18, 25-16               |
| 15 luglio 2017 AIS Arena, Canberra, Australia | Taipei cinese | 3 - 0 | Thailandia    | 25-22, 25-23, 25-22               |
| 15 luglio 2017 AIS Arena, Canberra, Australia | Australia     | 2 - 3 | Giappone      | 22-25, 25-23, 14-25, 25-22, 13-15 |
| 16 luglio 2017 AIS Arena, Canberra, Australia | Thailandia    | 3 - 1 | Nuova Zelanda | 25-20, 25-16, 25-27, 25-19        |
| 16 luglio 2017 AIS Arena, Canberra, Australia | Australia     | 3 - 0 | Taipei cinese | 25-23, 25-23, 25-23               |

| Pos | Squadra       | Pt | G | V | P | SV | SP | Ratio | PF  | PS  | Ratio |
| --- | ------------- | -- | - | - | - | -- | -- | ----- | --- | --- | ----- |
| 1   | Giappone      | 11 | 4 | 4 | 0 | 12 | 2  | 6.000 | 335 | 239 | 1.402 |
| 2   | Australia     | 10 | 4 | 3 | 1 | 11 | 3  | 3.667 | 324 | 287 | 1.129 |
| 3   | Taipei cinese | 6  | 4 | 2 | 2 | 6  | 6  | 1.000 | 276 | 271 | 1.018 |
| 4   | Thailandia    | 3  | 4 | 1 | 3 | 3  | 10 | 0.300 | 273 | 307 | 0.889 |
| 5   | Nuova Zelanda | 0  | 4 | 0 | 4 | 1  | 12 | 0.083 | 221 | 325 | 0.680 |